# Segunda División 1975-1976 (Spagna)
L'edizione 1975-76 della Segunda División fu il quarantacinquesimo campionato di calcio spagnolo di seconda divisione. Il campionato vide la partecipazione di 20 squadre raggruppate in un unico gruppo. Le prime tre della classifica furono promosse in Primera División mentre le ultime quattro furono retrocesse in Tercera División.

## Classifica finale
|  |     | Classifica 1975-76  | Pt | G  | V  | N  | P  | GF | GS | DR  |
|  | --- | ------------------- | -- | -- | -- | -- | -- | -- | -- | --- |
|  | 1.  | Burgos              | 51 | 38 | 20 | 11 | 7  | 54 | 31 | +23 |
|  | 2.  | Celta Vigo          | 49 | 38 | 19 | 11 | 8  | 42 | 22 | +20 |
|  | 3.  | Malaga              | 47 | 38 | 21 | 5  | 12 | 75 | 39 | +36 |
|  | 4.  | Real Valladolid     | 43 | 38 | 16 | 11 | 11 | 44 | 27 | +17 |
|  | 5.  | Deportivo La Coruña | 42 | 38 | 18 | 6  | 14 | 47 | 36 | +11 |
|  | 6.  | Barcellona Atlètic  | 41 | 38 | 13 | 15 | 10 | 46 | 47 | -1  |
|  | 7.  | Tenerife            | 40 | 38 | 14 | 12 | 12 | 50 | 44 | +6  |
|  | 8.  | Córdoba             | 38 | 38 | 16 | 6  | 16 | 48 | 48 | 0   |
|  | 9.  | Rayo Vallecano      | 36 | 38 | 16 | 4  | 18 | 48 | 49 | -1  |
|  | 10. | Recreativo Huelva   | 36 | 38 | 13 | 10 | 15 | 35 | 42 | -7  |
|  | 11. | Calvo Sotelo        | 36 | 38 | 13 | 10 | 15 | 42 | 51 | -9  |
|  | 12. | Castellón           | 36 | 38 | 12 | 12 | 14 | 45 | 47 | -2  |
|  | 13. | Cadice              | 35 | 38 | 13 | 9  | 16 | 46 | 43 | +3  |
|  | 14. | Sant Andreu         | 35 | 38 | 14 | 7  | 17 | 38 | 45 | -7  |
|  | 15. | Alavés              | 34 | 38 | 12 | 10 | 16 | 33 | 46 | -13 |
|  | 16. | Terrassa            | 34 | 38 | 12 | 10 | 16 | 35 | 45 | -10 |
|  | 17. | Real Murcia         | 33 | 38 | 14 | 5  | 19 | 46 | 61 | -15 |
|  | 18. | Ensidesa            | 33 | 38 | 11 | 11 | 16 | 31 | 46 | -15 |
|  | 19. | Osasuna             | 33 | 38 | 14 | 5  | 19 | 47 | 58 | -11 |
|  | 20. | Gimnàstic           | 28 | 38 | 10 | 8  | 20 | 29 | 54 | -25 |

## Play-off

### Gare di andata
|          | Risultati |             |  |
| -------- | --------- | ----------- |  |
| Huesca   | 1 - 1     | Sant Andreu |  |
|          |           |             |  |
| Terrassa | 1 - 1     | Almería     |  |
|          |           |             |  |
| Cadice   | 3 - 0     | Barakaldo   |  |
|          |           |             |  |
| Alavés   | 3 - 1     | CD Logroñés |  |
|          |           |             |  |

### Gare di ritorno
|             | Risultati |          |  |
| ----------- | --------- | -------- |  |
| Sant Andreu | 2 - 1     | Huesca   |  |
|             |           |          |  |
| Almería     | [ 1 ]     | Terrassa |  |
|             |           |          |  |
| Barakaldo   | 3 - 2     | Cadice   |  |
|             |           |          |  |
| CD Logroñés | 1 - 1     | Alavés   |  |
|             |           |          |  |

## Verdetti
- Burgos,  Celta Vigo e  Malaga promosse in Primera División 1976-1977.
- Real Murcia,  Ensidesa,  Osasuna e  Gimnàstic retrocesse in Tercera División.